# دیوید جی تاولس
دیوید جیمز تاولس (انگلیسی: David James Thouless؛ زاده ۲۱ سپتامبر ۱۹۳۴ – درگذشته ۶ آوریل ۲۰۱۹) یک دانشمند در زمینه فیزیک ماده چگال بود.
سال ۲۰۱۶ میلادی، دیوید جی تولس به همراه دو فیزیکدان دیگر، دانکن هالدین و جان مایکل کوسترلیتز، برندگان جایزه نوبل فیزیک معرفی شدند.
آنان خواص «عجیبی» از ماده را کشف کرده بودند که به زعم کمیتهٔ نوبل «دری را به دنیایی ناشناخته» گشوده و طراحی مواد تازه را ممکن کرده‌است.

## زندگی شخصی
تاولس در سال ۱۹۵۸ با مارگارت الیزابت اسکریس ازدواج کرد و حاصل این ازدواج سه فرزند بود.
در سال ۲۰۱۶، اعلان شد که تاولس مبتلا به زوال عقل است.
او در تاریخ ۶ آوریل ۲۰۱۹ در کمبریج، در ۸۴ سالگی، درگذشت.